# ناحیه البریج، میشیگان
ناحیه البریج (به انگلیسی: Elbridge Township) یک منطقهٔ مسکونی در ایالات متحده آمریکا است که در شهرستان اوشنا، میشیگان واقع شده‌است.
 ناحیه البریج ۹۳٫۹ کیلومتر مربع مساحت و ۹۷۱ نفر جمعیت دارد و ۲۸۷ متر بالاتر از سطح دریا واقع شده‌است.